# Philadelphia City Hall

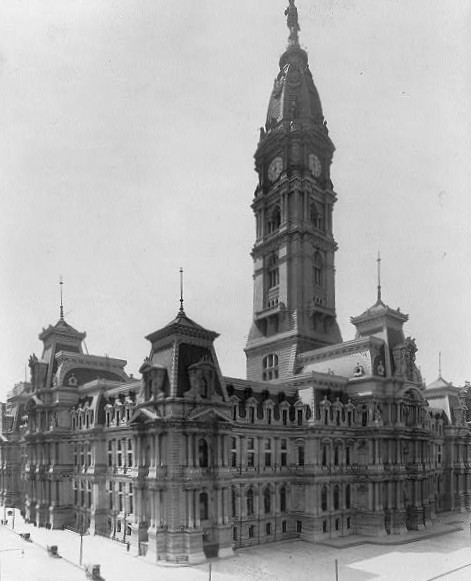
Philadelphia City Hall, omkring 1899.

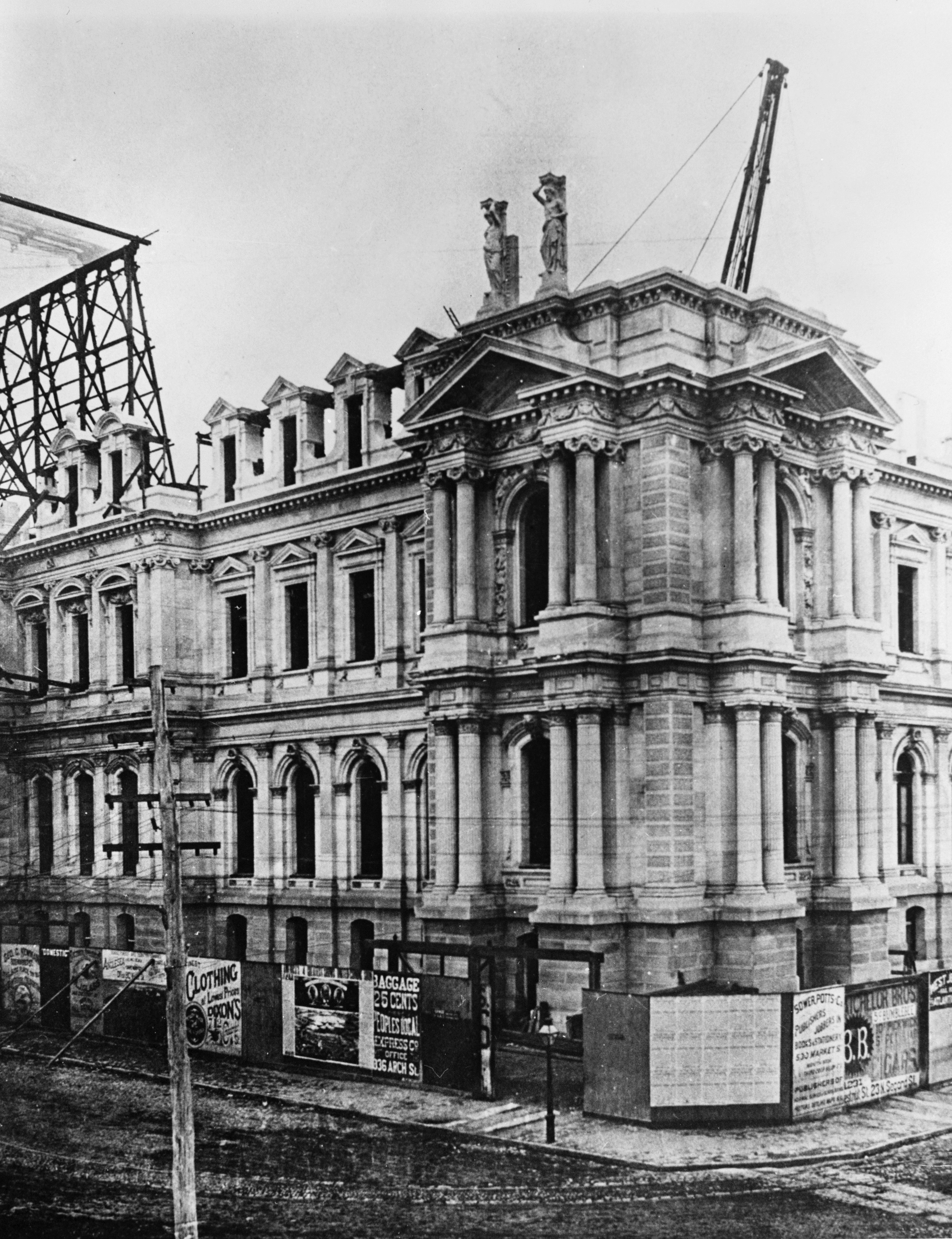
Pågående byggnation, 1881.

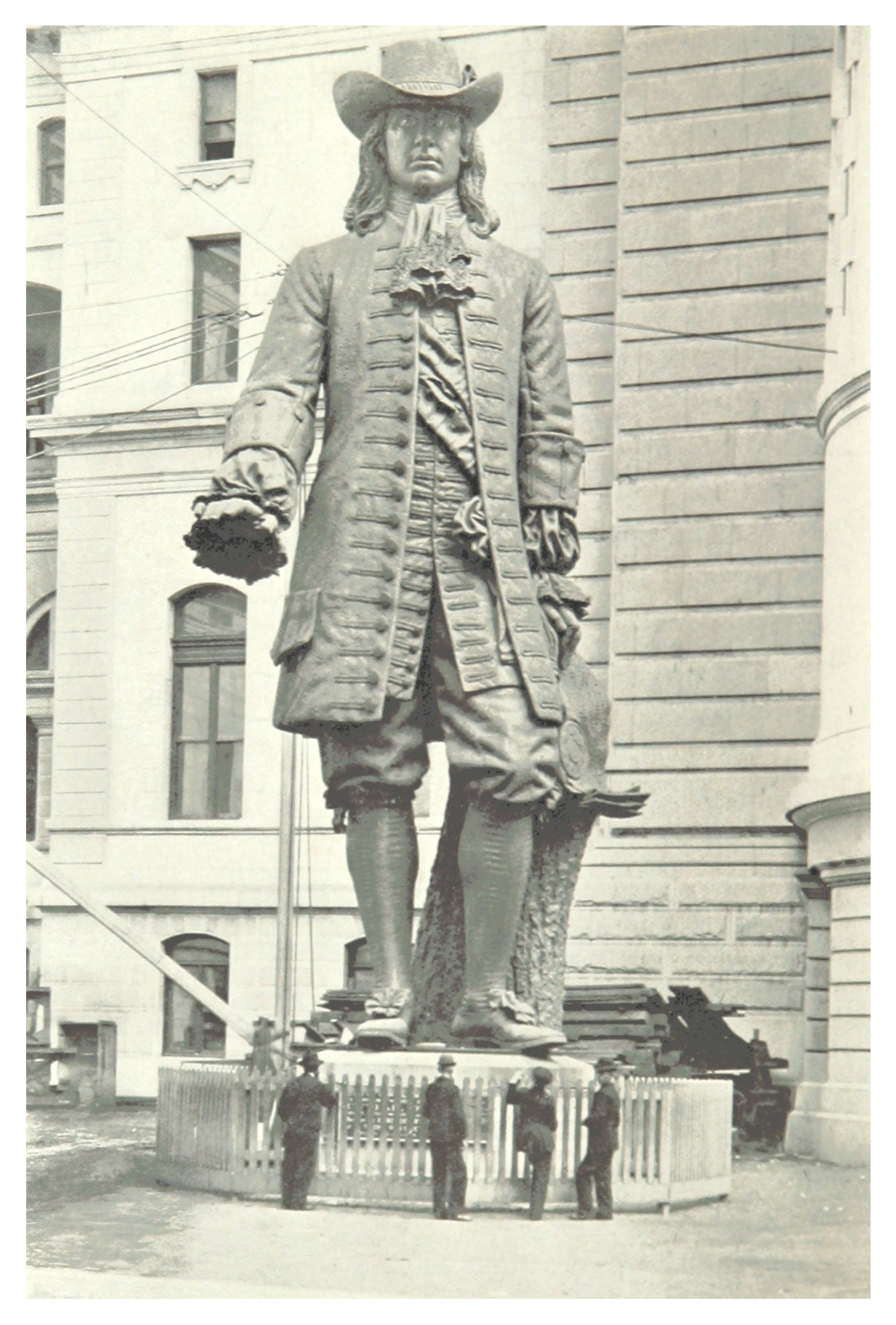
Statyn av William Penn innan den placerats på taket.

Philadelphia City Hall är stadshuset i Philadelphia i Pennsylvania i USA, byggt mellan 1871 och 1901. På toppen av huset står en staty av William Penn, som grundade staden och har gett namn åt staten på 1600-talet.
Tornet är 167 meter högt inklusive statyn på kupoltakets topp, vilket gör att den gör anspråk på att vara världens högsta stenhus, i konkurrens med Mole Antonelliana i Turin i Italien, som är en halv meter högre men vars spira sedan 1953 är gjord på ett metallskelett.[källa behövs] När byggnationerna inleddes var målet att det skulle bli världens högsta byggnadsverk, men innan det färdigställdes hade både Washington Memorial och Eiffeltornet byggts högre. Mellan 1901 och 1908 benämndes Philadelphia City Hall ändå världens högsta byggnad, det vill säga byggnadsverk med väggar och tak uppfört med syfte att människor ska bo eller verka där. Den besegrades av Singer Building som byggdes 1908 och var 186,6 meter hög.
I staden Philadelphia fanns sedan en informell regel att inte bygga högre än Philadelphia City Hall, men den bröts när Liberty Place byggdes 1987.